# Ка ди Ромањоло (Болоња)
Ка ди Ромањоло је насеље у Италији у округу Болоња, региону Емилија-Ромања.
Према процени из 2011. у насељу је живело 20 становника. Насеље се налази на надморској висини од 810 м.